# Paolo Baratta (politico)
Paolo Baratta (Milano, 11 novembre 1939) è un economista e manager italiano.

## Biografia
Laureato in Ingegneria al Politecnico di Milano e in Economia a Cambridge, nel 1967 è incaricato degli studi industriali dell'Associazione per lo sviluppo dell'Industria nel Mezzogiorno, lo SVIMEZ.
Nel 1977 è consigliere dell'ICIPU, il consorzio di credito per le imprese pubbliche; in seguito, grazie a una serie di circostanze eccezionali, ne diverrà prima vicepresidente e poi presidente.
Dal 1980 al 1992, ricopre moltissimi incarichi: oltre alla presidenza dell'ICIPU è anche presidente del Crediop, il consorzio di credito per le opere pubbliche; vicepresidente del Nuovo Banco Ambrosiano e dell'Associazione bancaria italiana.
Nel 1993 viene chiamato da Giuliano Amato nel suo Governo Amato I come Ministro per il riordinamento delle partecipazioni statali. Successivamente ricopre l'incarico di Ministro del commercio con l'estero nel Governo Ciampi (1993-1994); Ministro dell'industria, del commercio e dell'artigianato ad interim nel Governo Ciampi (1994); Ministro dei lavori pubblici e Ministro dell'ambiente nel Governo Dini (1995-1996). oltre a membro dei consigli di amministrazione delle Ferrovie dello Stato e di Telecom Italia.
Dal 2007 è presidente dell'Accademia Filarmonica Romana.

### Prima presidenza della Biennale (1998-2001)

#### Dall'esordio alla rottura con Fuksas (1998-2000)
Paolo Baratta fu nominato alla presidenza della Biennale nel 1998, dal ministro dei Beni culturali per il governo Prodi I Walter Veltroni, del Partito Democratico della Sinistra (dal febbraio 1998 confluito nei Democratici di Sinistra), e quindi riferibile all'area politica del centro-sinistra. La nomina fu salutata, secondo l'Unità, allora organo ufficiale dei Democratici di Sinistra, con una misura di apprezzamento trasversale, in quanto per la prima volta si designava una figura manageriale alla guida di una istituzione culturale: in particolare da Giancarlo Galan, presidente della regione Veneto di Forza Italia, e da Vittorio Sgarbi, deputato di Forza Italia e critico d'arte, che la definì una "persona a tratti eccezionale", ma anche altri membri della coalizione de L'Ulivo al governo, come Massimo Cacciari. Non tutta l'opposizione salutò la scelta, il leader di Alleanza Nazionale Gianfranco Fini criticò la politica culturale di Walter Veltroni come non una semplice lottizzazione ma come un caso di "latifondo ulivista" in costruzione.
La biennale di Paolo Baratta fu la prima ad essere organizzata secondo canoni giuridici diversi, come fondazione (e quindi soggetto autonomo) e non più come ente pubblico. Baratta dispose anche un programma in settantotto punti per l'espansione della Biennale, stringendo un accordo con Feliciano Benvenuti, presidente della Fondazione Giorgio Cini, per l'uso del teatro verde dell'Isola di San Giorgio Maggiore come sede della nuova "accademia del movimento", affidata a Carolyn Carlson, e con il demanio per l'annessione alla Biennale dei magazzini dell'artiglierie dell'Arsenale, 3500 metri quadrati, 180 metri di lunghezza, come spazio espositivo, e con progetti di espansione nelle corderie e gaggiandre. La biennale del cinema fu affidata al critico Alberto Barbera, il curatore Harald Szeemann fu delegato alle arti visive, e Massimiliano Fuksas alla biennale di architettura.
Particolarmente celebre e feroce fu la controversia che oppose Baratta a Fuksas, nell'estate del 2000 e secondo il Corriere della Sera evocante l'atmosfera di un sempreverde "scontro da prima repubblica". Lo scontro verteva sul futuro dell'Arsenale, ove si andava concludendo la mostra di successo di Fuksas, "less aesthetics, more ethics", ed era imperniata sulla possibilità o meno di lasciar gestire a Fuksas un concorso internazionale per il restauro degli spazi dell'Arsenale. "Volevo e voglio avere chiarezza sul budget" reclamava Fuksas, che lamentava anche l'interruzione della collaborazione imposta dalla direzione a tre dei suoi più stretti collaboratori: Pino Brugellis, Concetta Schepis e la moglie Doriana Mandrelli. Fuksas fu attaccato con un documento condiviso da tutti gli altri curatori (meno Carlson che si dissociò dalla polemica) e infine licenziato con un comunicato di dodici righe. Sulla trasparenza delle scelte di Baratta Franco Giordano e Maria Lenti, deputati di Rifondazione Comunista, presentarono un'interrogazione al ministro dei beni culturali Giovanna Melandri, ministro nel governo D'Alema II e nel governo Amato II, che non evidenziò comportamenti degni di obiezione.

#### La rottura con il ministero di Giuliano Urbani (2001)
Le elezioni del maggio 2001 cambiarono la situazione politica. L'insediarsi al ministero dei Beni Culturali di Giuliano Urbani a seguito della vittoria di Silvio Berlusconi e della coalizione della Casa delle Libertà con le elezioni politiche del 2001 generò una situazione di rapporti più complessa tra la direzione di Baratta e il Ministero dei Beni Culturali, che sfociò in una particolare contesa polemica con il sottosegretario Vittorio Sgarbi e che si chiuse solo con la sostituzione di Baratta con Franco Bernabè.

### Seconda presidenza della Biennale (2008-2020)

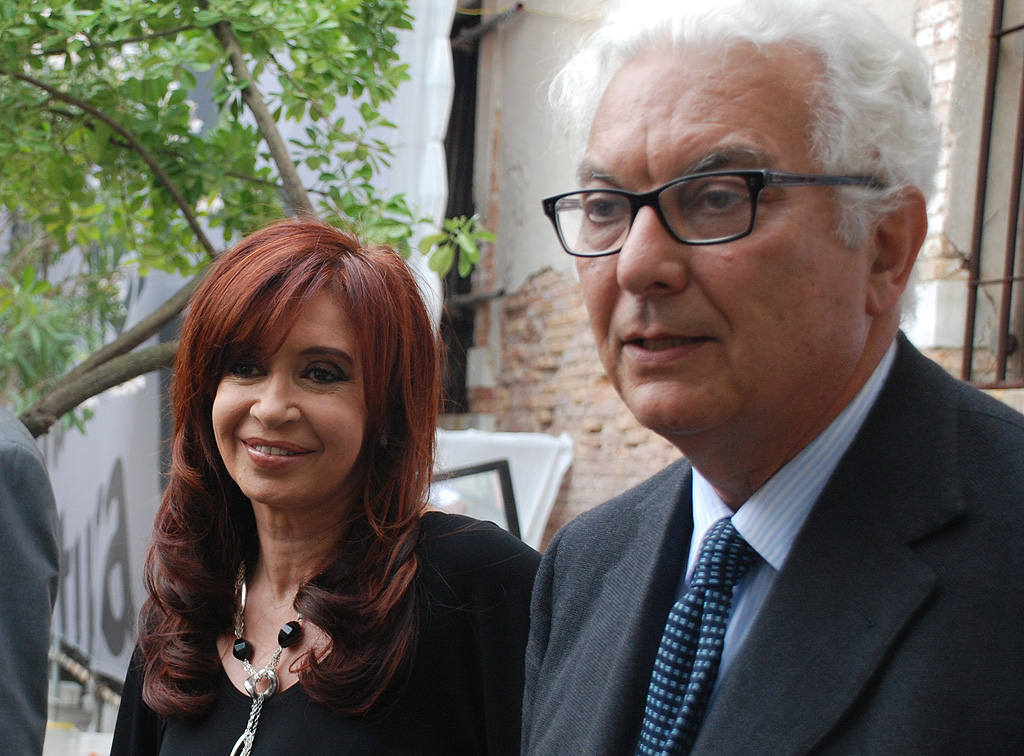
Paolo Baratta insieme alla presidente della Repubblica Argentina Cristina Kirchner

Dal 2008 Baratta è nuovamente presidente della Biennale di Venezia.
Dopo quattro anni di mandato, il 6 ottobre 2011 una circolare del ministro dei beni culturali Giancarlo Galan annunciava la sua sostituzione, ringraziandolo per l'impegno profuso a favore della Biennale di Venezia. Sarebbe stato sostituito per l'edizione del 2012 dal pubblicitario veneto Giulio Malgara. La decisione suscitò molte polemiche. Giulio Malgara era inoltre, secondo alcuni critici, rappresentativo di una scelta politica dettata soprattutto dalla vicinanza personale dello stesso al primo ministro Silvio Berlusconi, che lo aveva proposto come candidato alla presidenza Rai nel 1994, (iter che si concluse con la designazione di Letizia Moratti), e di nuovo nel 2005, quando il tentativo di nomina era stata oggetto di contestazione politica ed era sfumato solo con il ritiro della sua nomina prima del vaglio alla Commissione di Vigilanza Rai. Lo stesso Galan rivendicò il carattere politico della sostituzione in un'intervista al quotidiano Libero il 9 ottobre 2011, commentando l'opposizione alla sua scelta di rimuovere Baratta come naturale risultato dell'aver "infranto un mito della sinistra", permettendo che un "uomo non suo", ovvero Malgara, "possa guidare il più importante ente culturale del paese".
Diverse personalità del mondo della cultura, tra cui il Rettore di Ca' Foscari Carlo Carraro, l'editore Cesare De Michelis, e l'assessore alla cultura di Milano, il regista Massimiliano Finazzer Flory appoggiarono la candidatura di Giulio Malgara, che però fu giudicata negativamente dal sindaco di Venezia Giorgio Orsoni, il rettore dello IUAV Amerigo Restucci e il governatore della regione Veneto Luca Zaia. Una petizione di solidarietà a Paolo Baratta raccolse importanti consensi nel mondo della cultura, tra i quali Salvatore Settis, Nicholas Serota, direttore della TATE Gallery di Londra, Kathy Halbrecht, direttrice del MOMA di New York, Alfred Pacquement, del museè National d’Art Modern-Centre Pompidou e Jean Hubert Martin, direttore dei Museès de France. Alla fine la candidatura di Malgara fu ritirata ai primi di Novembre, a seguito di un'accesa polemica sulla scia della bocciatura della stessa ad opera della Commissione Cultura della Camera il 25 ottobre 2011.
Paolo Baratta fu quindi riconfermato alla presidenza della Biennale di Venezia, che ha presieduto sino al 1º marzo 2020, quando gli subentra il produttore Roberto Cicutto.

## Opere
- Il Giardino e l’Arsenale, una storia della Biennale, Marsilio, 2021, ISBN 978-8829703494